# Арраська унія

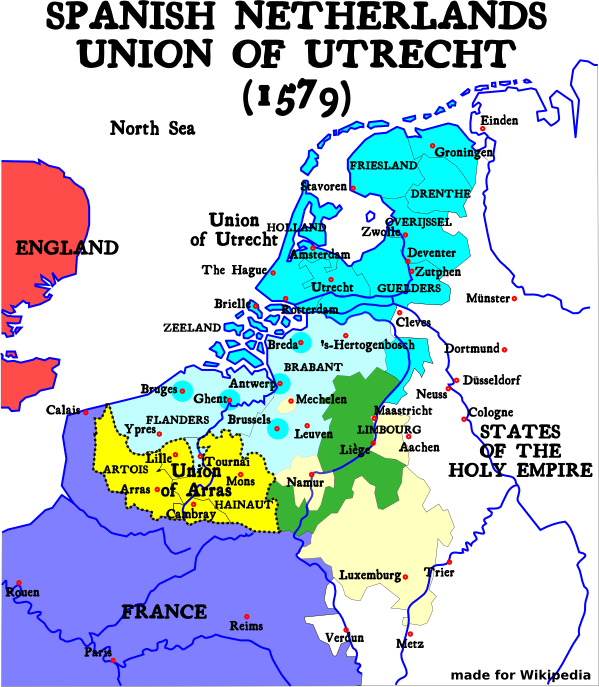
Мапа іспанських Нідерландів, Арраська і Утрехтська унії (1579)

Арраська унія (нід. Unie van Atrecht, фр. Union d'Arras, ісп. Unión de Arrás) — об'єднання валлонських провінцій Нідерландів (Ено, Артуа, Дуе), оформлене договором 6 січня 1579 в Аррасі (провінція Артуа).
Пізніше до арраської унії приєдналися Лілль, Орші та інші. 
Укладена за ініціативою католицького валлонського дворянства, озлобленого успіхами нідерландської революції XVI століття. Передбачала дотримання статей Гентського заспокоєння (1576), недоторканність католицизму (що визнавався єдиною дозволеною релігією), збереження суверенітету іспанського короля Філіпа II над Нідерландами за умови дотримання ним привілеїв нідерландського дворянства і інше. 
17 травня 1579 був підписаний офіційний договір з іспанським намісником Алессандро Фарнезе, що відновив на цих умовах владу Філіпа II над валлонськими провінціями, що фактично відмежувалися таким чином від революційних провінцій.
Революційні провінції Півночі відповіли на Арраську унію укладенням Утрехтської унії (1579).